# Подозрительные смерти российских бизнесменов (2022—2023)
С начала 2022 года произошло несколько необычных смертей российских бизнесменов или высокопоставленных чиновников, иногда вместе с членами их семей. По мнению некоторых источников, обстоятельства этих смертей следует считать подозрительными, а сами смерти свидетельствует о навязанных российским государством тяжелых условиях, в которых находились граждане России.

## Аналитика
3 июня 2022 года голландская новостная сеть NOS описала данное явление как «мрачную череду российских миллиардеров, многие из которых работали в нефтегазовой отрасли, найденных мертвыми при необычных обстоятельствах с начала этого года». Первая подобная смерть случилась 30 января, когда 60-летний Леонид Шульман, руководитель транспортного подразделения компании «Газпром», был найден мертвым в ванной своего загородного дома в Ленинградской области. Рядом с его телом была обнаружена предсмертная записка. 6 июля 2022 года CNN Portugal описал группу погибших бизнесменов как «миллионеров, имеющих прямые или косвенные связи с Кремлем, найденных мертвыми при загадочных обстоятельствах с начала года». CNN ссылались на предыдущее расследование USA Today, в котором был сделан вывод о том, что «38 российских бизнесменов и олигархов, близких к Кремлю, погибли при загадочных или подозрительных обстоятельствах в период с 2014 по 2017 год». В декабре 2022 года The Atlantic назвали это явление «синдромом внезапной русской смерти».
Друзья и семьи погибших российских бизнесменов в большинстве случаев называли «немыслимыми» версии о том, что погибшие покончили с собой, а в некоторых случаях — и вместе со своими женами и детьми, и требовали проведения независимого расследования загадочных смертей. Игорь Волобуев, бывший вице-председатель Газпромбанка украинского происхождения, покинувший Россию во время начала российского вторжения на Украину в 2022 году и присоединившийся к Легиону «Свобода России», сказал в интервью The Insider, что, по его мнению, предполагаемое убийство его бывшим коллегой Владиславом Аваевым своей семьи и последующее самоубийство были инсценированы: «Почему? Трудно сказать. Возможно, он что-то знал и представлял какую-то опасность». Подобным образом сын Сергея Протосени, отсутствовавший в Испании, когда его сестра и родители были найдены мертвыми в Льорет-де-Мар, заявил, что его отец не был преступником («мой отец не убийца»), и что его родители и сестра были убиты кем-то другим. Газовый гигант «Новатэк», генеральным директором которого являлся Протосеня, опубликовал заявление о том, что покойный был «настоящим семьянином» и призвал власти Испании провести тщательное и беспристрастное расследование. Бизнесмен и критик российского федерального правительства Билл Браудер высказал мнение, что Путин лично отдает приказы о казни влиятельных в критических секторах бизнес-лидеров, которые, по его мнению, не согласились бы подхалимничать, и запугивает их преемников угрозами смерти или насилия.
Другие комментаторы также исключали самоубийства или плохое состояние здоровья. Впрочем, некоторые комментаторы, в том числе Фиона Хилл и Марк Галеотти, скептически относятся к подобным предположениям о заговорах. Они указывают на то, что все смерти не обязательно связаны между собой, и что гораздо более вероятно, что некоторые из них действительно являются самоубийствами, а некоторые могут быть убийствами, организованными конкурирующими влиятельными кланами с целью уничтожения конкурентов, без централизованных усилий со стороны Кремля. Аналогичные тенденции отмечались в 2020 году среди врачей, лечивших пациентов с COVID-19 и часто выпадавших из высоких окон. Число самоубийств может увеличиваться, особенно в российском бизнес-сообществе, из-за существенного давления в результате вторжения на Украину и международных санкций.
Согласно отчету о расследовании «Новой газеты», некоторые из смертей могут быть связаны с крупномасштабным мошенничеством с бухгалтерским учётом со стороны руководителей «Газпрома», которые, возможно, направляли деньги в сеть предприятий, принадлежащих друзьям и членам семьи, связанным с ФСБ и российскими военными.